# Assedio di St. John's
La assedio di St. John's fu una battaglia combattuta nel corso della guerra di successione spagnola combattuta tra il 1º febbraio ed il 5 marzo del 1705. Essa fu un tentativo fallito da parte delle forze francesi guidate da Daniel d'Auger de Subercase di prendere il forte di St. John's, Terranova, durante i mesi dell'inverno del 1705, nell'ambito della Guerra della regina Anna. Guidando delle forze miste di truppe regolari, miliziani e indiani, Subercase bruciò gran parte del villaggio e pose un inutile assedio al forte locale per cinque settimane tra gennaio ed i primi di marzo del 1705. Subercase lasciò l'assedio quando si trovò a corto di viveri e polvere da sparo.
L'assedio era parte di una spedizione su vasta scala, un tentativo di ripetere la distruttiva spedizione guidata da Pierre Le Moyne d'Iberville nel 1696. Molte delle comunità inglesi in loco vennero distrutte dagli uomini di Subercase, fatto che portò a dei raids di rappresaglia da parte degli inglesi. Le attività di pesca su ambo le parti risentirono molto della guerra che si concluse con le rinunce della Francia alle sue pretese su Terranova.

## Antefatto
L'isola di Terranova era stata un territorio conteso tra Francia ed Inghilterra già prima dallo scoppio della Guerra della regina Anna nel 1702. I raids francesi durante la Guerra di re Guglielmo negli anni '90 del Seicento distrussero completamente gli insediamenti inglesi, incluso il porto principale di St. John's, collocato sul lato est della Penisola di Avalon nel sudest di Terranova. Ad ogni modo, uno squadrone inglese guidato da Sir John Gibson e da Sir John Morris persuasero i pescatori scontenti a ritornare ed a ricostruire le loro strutture sulla penisola. Il Trattato di Ryswick siglato nel settembre del 1697 portò Terranova agli inglesi e fece mantenere l'Acadia alla Francia. Ad ogni modo, i termini del trattato vennero violati quando i francesi ristabilirono la loro capitale a Plaisance, sul lato ovest della penisola di Avalon.
Nel 1702, il capitano inglese John Leake razziò diversi insediamenti francesi a Terranova, ma evitò Plaisance a causa della presenza di numerose navi da guerra francesi nel porto. Nel 1703, Daniel d'Auger de Subercase giunse a Plaisance come nuovo governatore e prese il comando della guarnigione di 150 uomini che apparivano demotivati. Dopo aver razziato Ferryland, seppe della pianificazione di un attacco inglese su Plaisance e si preparò all'assalto. Questo non avvenne ma dal momento che l'ammiraglio John Graydon, in una mossa azzardata, penso che attaccare avesse degli svantaggi. Graydon dovette in seguito affrontare la corte marziale e costretto ad abbandonare la sua posizione per il resto della campagna, non prendendo quindi parte nemmeno al fallito Assedio di Guadalupa.

### Preparativi francesi
Sul finire del 1704, Subercase iniziò a pianificare un attacco agli insediamenti inglesi. Oltre alla guarnigione presente, egli reclutò indiani canadesi e abenaki dall'entroterra. In tutto, le sue forze consistevano in circa 450 uomini presenti sulla penisola all'8 gennaio 1705. Nel suo corpo d'armata erano compresi una compagnia di più di 100 uomini guidati da Josué Dubois Berthelot de Beaucours con Jacques Testard de Montigny ed il capo abenaki Escumbuit, che già avevano preso parte al raid del 1696 di Pierre Le Moyne d'Iberville contro i coloni inglesi. Mentre gran parte della compagnia si portò nell'entroterra, un brigantino venne inviato attorno alla penisola con cannoni pesanti.

### Difese inglesi

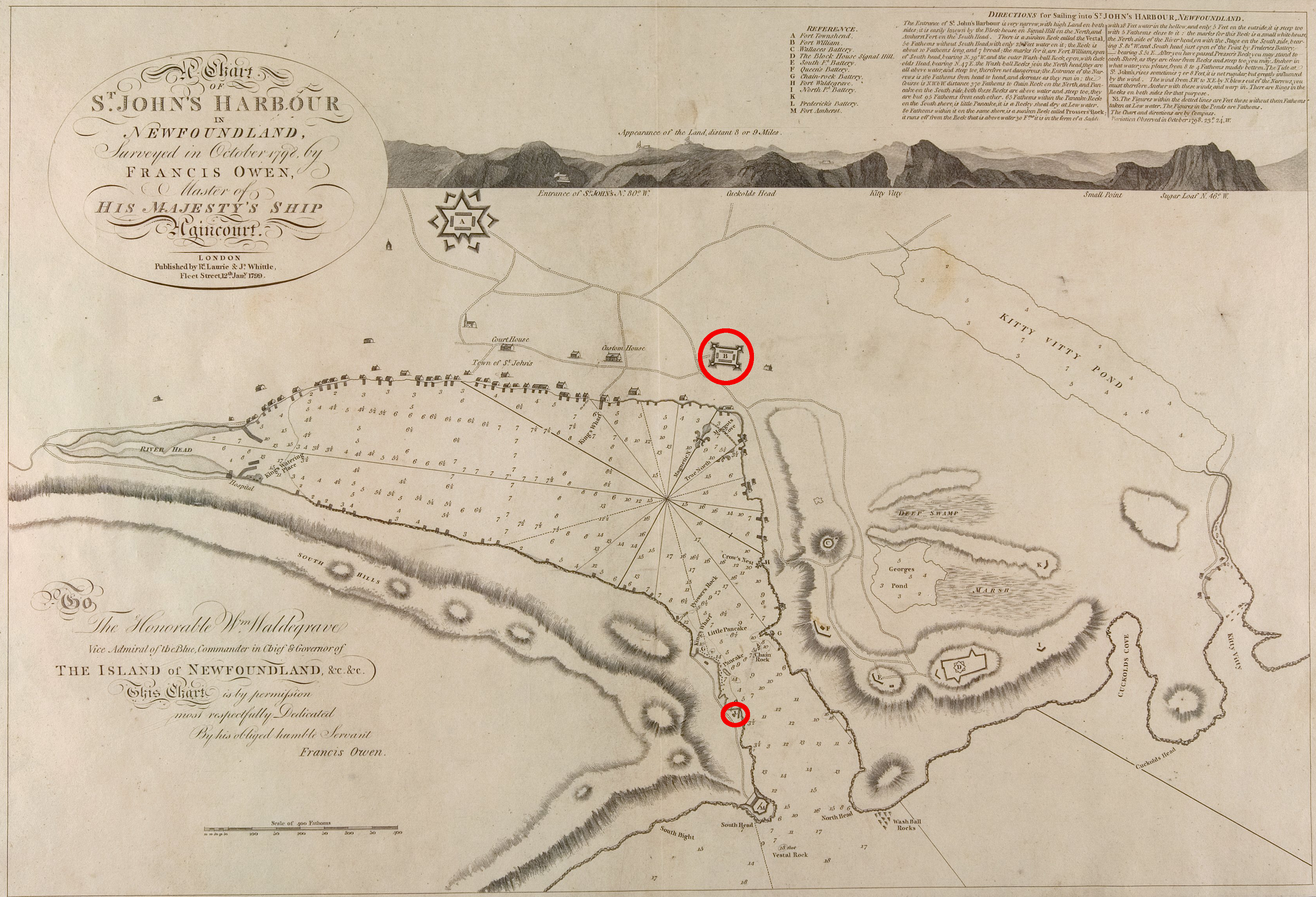
Mappa delle difese del porto di St. John's del 1798 incluse le difese erette negli ultimi anni. Fort William ed il Castello Sud sono evidenziati in rosso.

St. John's era al comando del tenente John Moody, con Robert Latham, ingegnere militare e massone, come secondo in comando. Le principali difese di St. John's erano Fort William, una fortificazione in pietra sul lato nord del porto costruita dopo la spedizione francese del 1696, ed il Castello Sud, un forte di pietra sul lato sud di The Narrows che comandava l'entrata al porto. Moody aveva posto Latham al comando del Castello Sud, mentre egli comandò Fort William. Le difese combinate ammontavano in tutto a 50-60 uomini con una dozzina di uomini al comando di Latham.

## L'assedio
Il progresso dei francesi fu molto lento nelle operazioni d'assedio a causa dell'inverno freddo e della neve caduta. Per prima cosa essi presero il controllo di Bay Bulls e Ferryland (comunità costiere minori a sud di St. John's) senza opposizione, e quindi si spostarono a St. John's, dove giunsero il 31 gennaio. Subercase era intenzionato a sorprendere gli inglesi, ma l'opportunità si perse quando la sua avanguardia venne avvistata dalle difese inglesi, e venne scacciata dal fuoco dei cannoni. Gran parte della comunità si era posta sotto la protezione di Fort William, e Subercase si dovette accontentare di occupare il villaggio nell'attesa dell'arrivo del brigantino. Pur prendendo dei prigionieri, rilasciò le donne e i bambini dal forte di modo da incrementare il numero delle bocche da sfamare a danno degli inglesi..

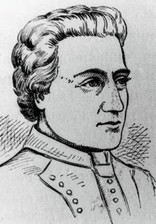
Il governatore di Plaisance, Daniel d'Auger de Subercase

Dopo due settimane di assedio, Subercase tentò di utilizzare le divisioni tra Moody e Latham per diminuire il morale degli inglesi e la possibilità di ottenere migliori negoziati sulla resa o ottenere il controllo della postazione di Latham. Egli inviò delle lettere a entrambi gli uomini, una personale inviata a Moody, ed una seconda da uno dei prigionieri, indirizzata a Latham. Gli agenti di Subercase tentarono di convincere Latham a lasciare le fortificazioni ed a incontrarsi con Moody. Latham si rifiutò e gli sforzi di Subercase si dimostrarono fallimentari.
Dopo 33 giorni di attesa, nei quali il brigantino coi cannoni pesanti non si fece vedere, Subercase, ormai a corto di munizioni e approvvigionamenti, lasciò l'assedio. Egli distrusse le case del villaggio e le postazioni di pesca, tornando poi a Plaisance e portando con sé 200 prigionieri civili. Subercase lasciò sul posto Montigny con 70 uomini che continuarono a razziare gli insediamenti inglesi per il resto dell'inverno.

## Conseguenze
La spedizione francese fece in tutto 1200 prigionieri, molti dei quali vennero rilasciati a causa della mancanza di adeguati approvvigionamenti, e distrusse 40 cannoni, 2000 barche da pesca, 200 carri rifornimenti, ma alla fine non riuscì ad eliminare la fortezza. John Moody ritornò in Inghilterra alla fine del 1705, e venne ricompensato con il grado di luogotenente delle Coldstream Guards. Si confrontò con Latham, incolpandolo di irregolarità nell'amministrazione delle fortificazioni e di scarse capacità di comando al Castello Sud, e le sue lamentele portarono ad un richiamo formale di Latham.
Subercase continuò lo sviluppo della colonia francese dal 1705, che continuò a fiorire malgrado la guerra. Venne ricompensato per i suoi sforzi con la croce di cavaliere dell'Ordine di San Luigi ed il governatorato dell'Acadia. Presiedette dunque alle difese di Port Royal, respingendo l'assedio inglese del 1707, ma venne costretto a capitolare nel 1710.
Subercase venne rimpiazzato a Plaisance da Philippe Pastour de Costebelle, il quale negoziò uno scambio di prigionieri derivati dall'assedio, e riuscì a catturare St. John's nel gennaio del 1709. La Francia rinunciò alle proprie pretese di sovranità su Terranova solo a seguito del Trattato di Utrecht del 1713 e, sotto la supervisione di Costebelle, spostò i coloni francesi da Terranova a Louisbourg.
Il sito di Fort William è stato incluso nei Siti Storici Nazionali del Canada ed il luogo del Castello Sud è oggi parte del sito storico di Signal Hill.